# Община (административно-территориальная единица)
Община — в ряде государств и стран название местной административно-территориальной единицы 1, 2, 3 или 4 уровней.
Община, как правило, представляет собой небольшую административную единицу с городом или крупным сельским населённым пунктом в качестве центра, вокруг которого могут располагаться несколько небольших селений или хуторов. Иногда общину образует всего один населённый пункт. Близкими единицами являются — коммуна, муниципалитет, муниципальное образование.
Русскому слову «община» в разных языках соответствуют разные слова:
- В славянских языках используются однокоренные слова: болг. община, серб. општина, макед. општина, словен. občina, словац. obce.
- В немецкоязычных регионах термином «община» переводится Gemeinde.
- Соответствующее слово в романских языках (фр. commune, порт. comuna) переводится как «коммуна», однако «общинами» могут называться фр. communautés rurales (букв. «сельские сообщества») в некоторых государствах и странах Африки.
- В английском языке во многих случаях русскому община соответствует муниципалитет (municipality).
- Как «община» могут передаваться также термины, буквально значащие «приход» (кат. parròquia, англ. parish, порт. freguesia).

## 1-й уровень
- Общины Андорры (кат. parròquia / parròquies)
- Общины Монтсеррата (англ. parishes)
- Общины Лихтенштейна (нем. Gemeinde(n))
- Общины Республики Македонии (макед. општини)
- Общины Словении (словен. občine)
- Общины Черногории (серб. opština/општина), включая 2 городские общины (серб. gradska opština/градска општина)

## 2-й уровень
- Общины Армении (арм. համայնքներ)
- Общины Болгарии (болг. общини)
- Общины Кипра (греч. δήμος)
- Общины Нидерландов (нидерл. gemeente(n))
- Общины Сербии (серб. општина)
- Общины Исландии (исл. sveitarfélög)

## 3-й уровень
- Общины Австрии (нем. Gemeinde [Österreich])
- Общины Вьетнама (вьет. xã)
- Общины Германии (нем. Gemeinde)
- Общины Греции: городские общины (димы, муниципалитеты; греч. δήμος, [ди́мос]) и сельские общины (греч. κοινότητα, [кино́тита]).
- Сельские общины Гвинеи (фр. communautés rurales, sous-préfectures)
- Сельские общины Киргизии (кирг. aiyl okmotus)
- Общины Португалии (порт. freguesia, букв. «церковный приход»)
- Общины Словакии (словац. obce)
- Общины Таиланда (тайск. ตำบล тамбон)
- Общины Украины (укр. громади)

## 4-й уровень
- Кадастровая община (нем. Katastralgemeinden) в Австрии
- Общины Германии (коммуны; нем. Gemeinde(n))
- Сельские общины Сенегала (фр. communautés rurales)
- Сельские общины Чада (фр. communautés rurales)
- Общины Швейцарии (фр. communes, нем. Gemeinden, итал. comuni, романш. vischnancas)
- Сельские комитеты развития (англ. Village development committee) (непальск. गाउँ विकास समिति) в Непале

## 5-й уровень
- Местные общины КНР (кит. упр. 社区, пиньинь shèqū, палл. шэцюй) — единицы низового уровня в городских районах.